# サムライホルモン
『サムライホルモン』は、2013年9月27日にくらむちゃうだーより発売された日本のアダルトゲームである。
本作を原作としたアダルトアニメ『サムライホルモン THE ANIMATION』（詳細は後述）や、iOS/Android用時計アプリ『サムホル時計』も存在する。
くらむちゃうだーの第1作である本作は、戦国時代を舞台にしたコメディタッチのアドベンチャーゲームだが、謎解きなどの仕掛けも存在する。

## あらすじ
小国"大津塚"は、侵攻しようとした国々が次々と不幸に見舞われたことから、国の秘宝である"緋天の巻物"のたたりによって護られていると恐れられてきた。
永禄4年、城主・神楽坂政親が何者かによって殺され、"緋天の巻物"も奪われる。下手人とされる堀紋十郎を、政親の嫡男・小十郎太が追い、風魔の一族も"緋天の巻物"を狙って紋十郎の後を追っていた。

## 登場人物
堀 紋十郎（ほり もんじゅうろう）
主人公。元サムライ。
綾鷹 シズネ（あやたか しずね）
声 - 赤司弓妃
風魔のくのいちの少女で、物語序盤では男性として登場する。クナイの技と、左腕に宿したチャクラの竜を武器とする。
戦争孤児となったことがきっかけで忍となった。
上忍である父と兄から性的虐待を受けており、紋十郎に救われたことで彼に惹かれていった。
上記のことから、暗い過去を持つが、根は明るい人物。また、育った環境が特殊だったこともあり、女性らしくしたいと考えてはいるものの一般常識には疎いため、おかしな一面を見せることもある。
神楽坂 小十郎太（かぐらざか こじゅうろうた）
声 - 椎那天
"大津塚"の城主・神楽坂政親の遺児で、紋十郎の昔馴染み。紋十郎の朝勃ちを見てもあっけらかんとした態度を見せるなど、性知識には疎い。
武器は神楽坂家の家宝である両手剣オサフネ。
アルマ・エリュシオン
声 - かぷちぃの
バテレン東方師団の1人である金髪碧眼の美女。因習で左目を刳り貫かれたため、左目に眼帯をしている。
帰国の条件を満たすべく紋十郎を追うが、自分も追われる身となったことがきっかけで紋十郎と距離を縮める。魔導書を通じて四大元素の魔術を用いる。
なお、アルマという名前は偽名である。
物語後半では他の女性キャラクターたちに「クリトリス」という言葉を広める。
殺山 那由他（ころしやま なゆた）
声 - 綾瀬あかり
冥府の王"閻魔"に命じられて蝦夷殺山より"緋天の巻物"を追ってきた言霊使い。
幼い見た目にかかわらず800年も生きており、淫らな術を得意とする。
三好晴海入道（みよしはるみにゅうどう）
声 - 野々村紗夜
六波羅より"緋天の巻物"の奪還を命じられて紋十郎を追う尼僧。右腕全体に包帯が巻かれている。
僧侶という立場にかかわらず酒乱で美少年好きの破戒僧。真田十勇士の同名人物とは無関係。

## スタッフ
- 原画 - すずきめい[1]
- シナリオ - さいとぅなんべぇ[1]
- 音楽 - むにょっ（Munyot Sound）、ジャムジャムフルーツ

## 開発
プログラムを務めたMikageは、「基本的にはコメディながらもそれを見せない作風をしている」「見せ方に工夫をしたかった」と、Game-Styleとのインタビューで振り返っている。
シナリオライターを務めたさいとぅなんぺぇは、Game-Styleによるインタビューで「痴漢ものにしようと思ったが、現代ものではネタが出尽くしていたため、時代劇物を作ろうと考えた」と話しており、「現代要素を入れたパロディ時代劇も考えたが、そうなると作品の軸がぶれてしまうため、戦国ブームにあやかって舞台を戦国時代にした」と述べている。また、さいとぅは「当初は時代考証をほとんど行っておらず、後から指摘を受けて直していった」とも述べる一方、原画を務めたすずきめいはデザインを手掛けるに当たり、時代考証をあまり行わなかったと述べている。
そのほか、さいとぅは「当初、盟友であるすずきめいと二人でゲームを作るつもりだったため、ダウンロード専用の低価格ソフトを出そうと考えていたが、予定が色々と変わり、2012年の時点でフルプライスのゲームを出そうという話になった。『サムライホルモン』の体験版は元々ダウンロード専用の低価格ソフトにするつもりだったもので、ユーザーの反応次第で続きを出そうと考えていた」と述べている。その結果として、すずきは「『ダウンロード専用ソフトを作るなら、わかりやすいデザインにしなくてはいけない』という考えでキャラクターのデザインを行った」と述べている。

### キャラクター設定
さいとぅは、Game-Styleによるインタビューで「Hを前面に押した作品ではあるが、Hシーンでのヒロインの感情や主人公に対する心理描写にも力を注ぎ、主人公に対する攻略ヒロインのアプローチは全員違うものにした」と述べている。
シズネは当初は汚れ役の予定だったため、その名残として特殊な形状の陰核を持っているといった設定がつけられた。小十郎太は当初、清楚でボーイッシュな感じにしようと考えていたが、男性的な描写を強めてもよくないため、男性として育てられたことにコンプレックスを抱えつつも、女性としての部分を大事にするという設定へ変更され、性的知識を少しずつ得ていく過程をコメディとして表現しつつも、女性として開花していく様子に重きが置かれた。また、小十郎太の武器であるオサフネは、初期デザイン案では片刃の剣だったが、いつのまにか両刃に変更された。那由他の容姿は、すずきが別のゲームで使用する予定だったものが基になっている。

## アダルトアニメ版
『サムライホルモン THE ANIMATION』のタイトルで、2014年10月3日にオールイン エンタテインメントよりDVD/BDで発売された。25分。
単巻のみという尺の都合もあり、原作の要素は大幅に削減されて歴史物のエロに特化した内容となっている。

## 評価
アダルトライターの穴リスト猫は、アダルトアニメ版について、「ストーリーを楽しみたい場合は物足りないかもしれないが、作画も安定しており、30分に収めるためにエロに特化したのは正しかった」と述べ、原作ファンだけでなく、くノ一や歴史ものが好きな者にもお勧めだと評価した。